# Sotillo
Sotillo település Spanyolországban, Segovia tartományban. Sotillo Sepúlveda, Barbolla, Castillejo de Mesleón, Cerezo de Arriba, Cerezo de Abajo és Duruelo községekkel határos. Lakosainak száma 30 fő (2024).

## Népesség
A település népessége az elmúlt években az alábbi módon változott:
| Lakosok száma | 37   | 38   | 35   | 31   | 34   | 28   | 26   | 27   | 29   | 30   |
|               | 2001 | 2004 | 2007 | 2009 | 2012 | 2014 | 2017 | 2019 | 2022 | 2024 |